# Pillow lava

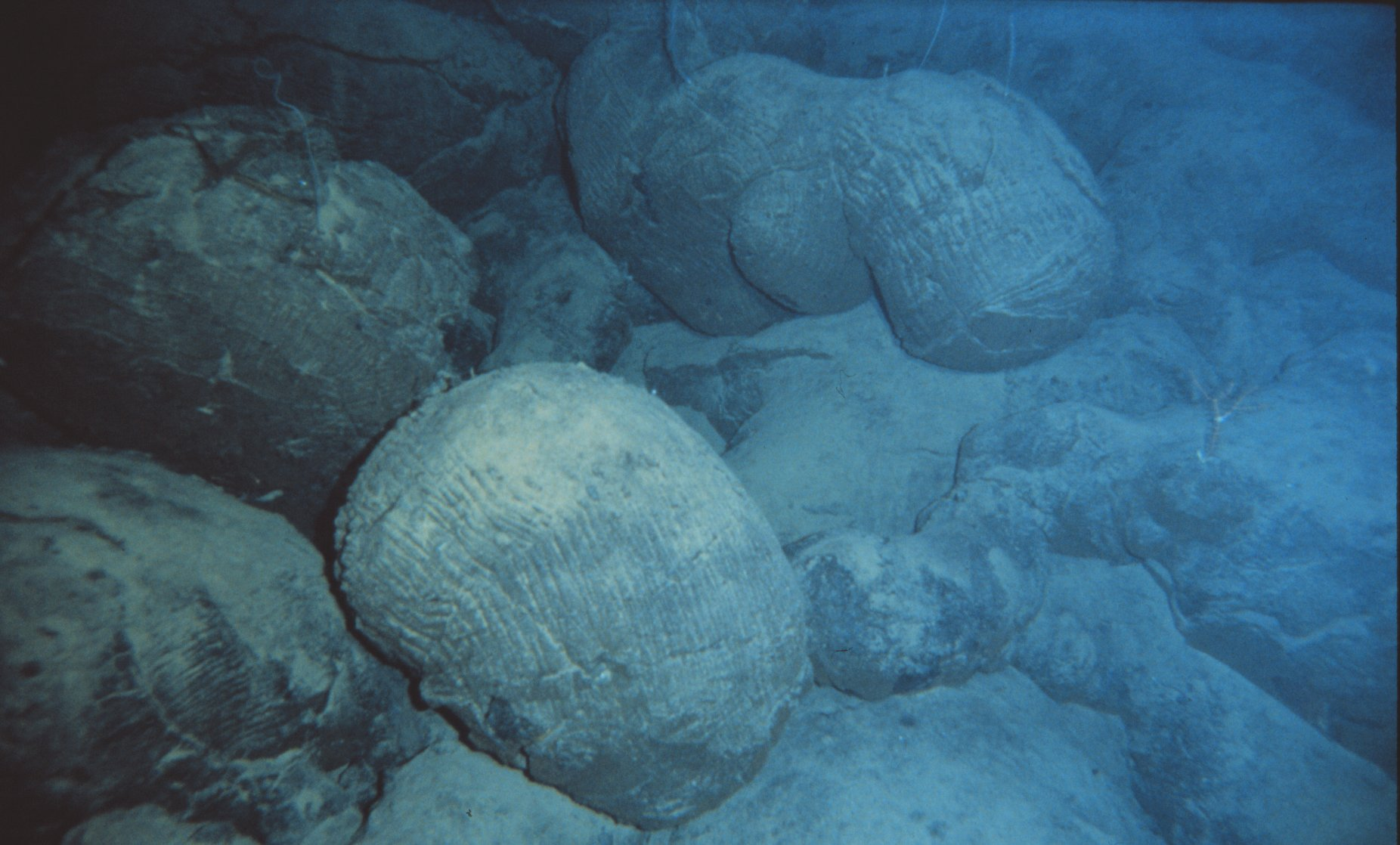
Lave en coussins d'un volcan sous-marin à Hawaii (NOAA).

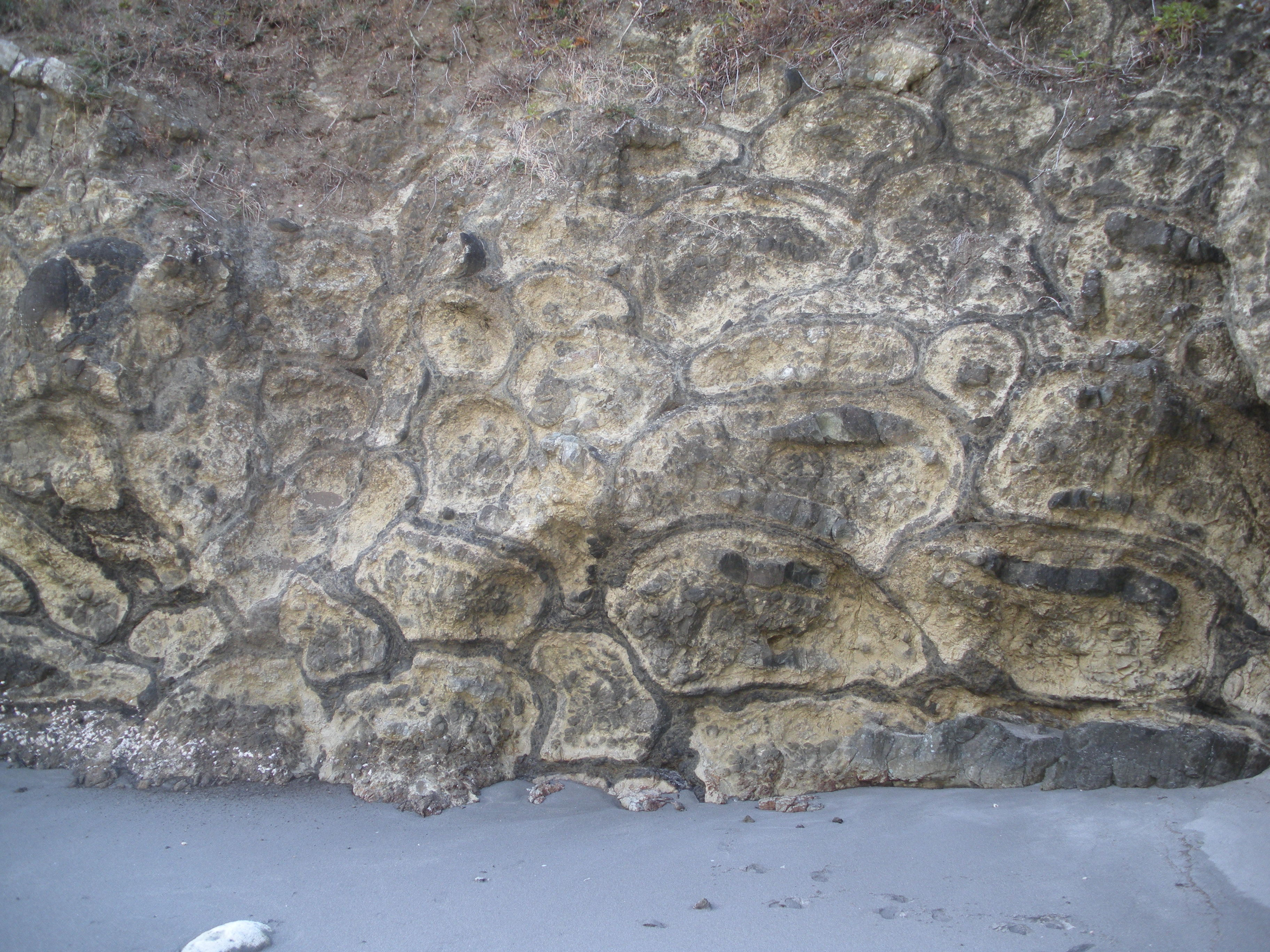
Lorsque plusieurs pillow-lavas se superposent, ceux situés au-dessus (plus tardifs et encore fluides) épousent la forme des coulées sous-jacentes solidifiées. Ils peuvent former des sacs pédonculés, le pédoncule résultant de l'étranglement d'une partie de la base du coussin supérieur entre deux coussins inférieurs.

Une pillow lava, ou lave en coussins, est une lave qui a été émise par un volcan sous-aquatique (notamment au voisinage des dorsales océaniques, sous les lacs ou les glaces) ou par un volcan émergé dont les coulées vont jusqu'en mer ou dans un lac. Sortant à une température de 1 000 à 1 200 °C, elle se couvre d'une pellicule de verre qui, n'étant pas complètement refroidie, forme une sorte de baudruche souple, progressivement gonflée par la lave qui continue d'être émise. Les laves forment ainsi des boules visqueuses plus ou moins allongées (0,6 à 2 m sur 0,3 à 1 m, parfois plus), ou des tubes qui s'empilent et se moulent les uns sur les autres, aboutissant à des empilements de boules en forme de coussins ou de polochons d'une taille de plusieurs mètres, sur de grandes épaisseurs.
Les laves en coussins sont surtout composées de basalte (d'où l'appellation « basaltes en coussins ») et d'andésite. Elles se rencontrent dans la partie supérieure des complexes ophiolitiques.
La spilitisation des pillow lavas résulte d'une phase de métamorphisme les transformant en spilite (faciès schistes verts), les plagioclases donnant de l'albite, et les pyroxènes des minéraux ferromagnésiens hydratés (chlorite surtout) ; ces réactions libèrent du calcium qui se retrouve sous forme de calcite remplissant les vacuoles.

## Structure

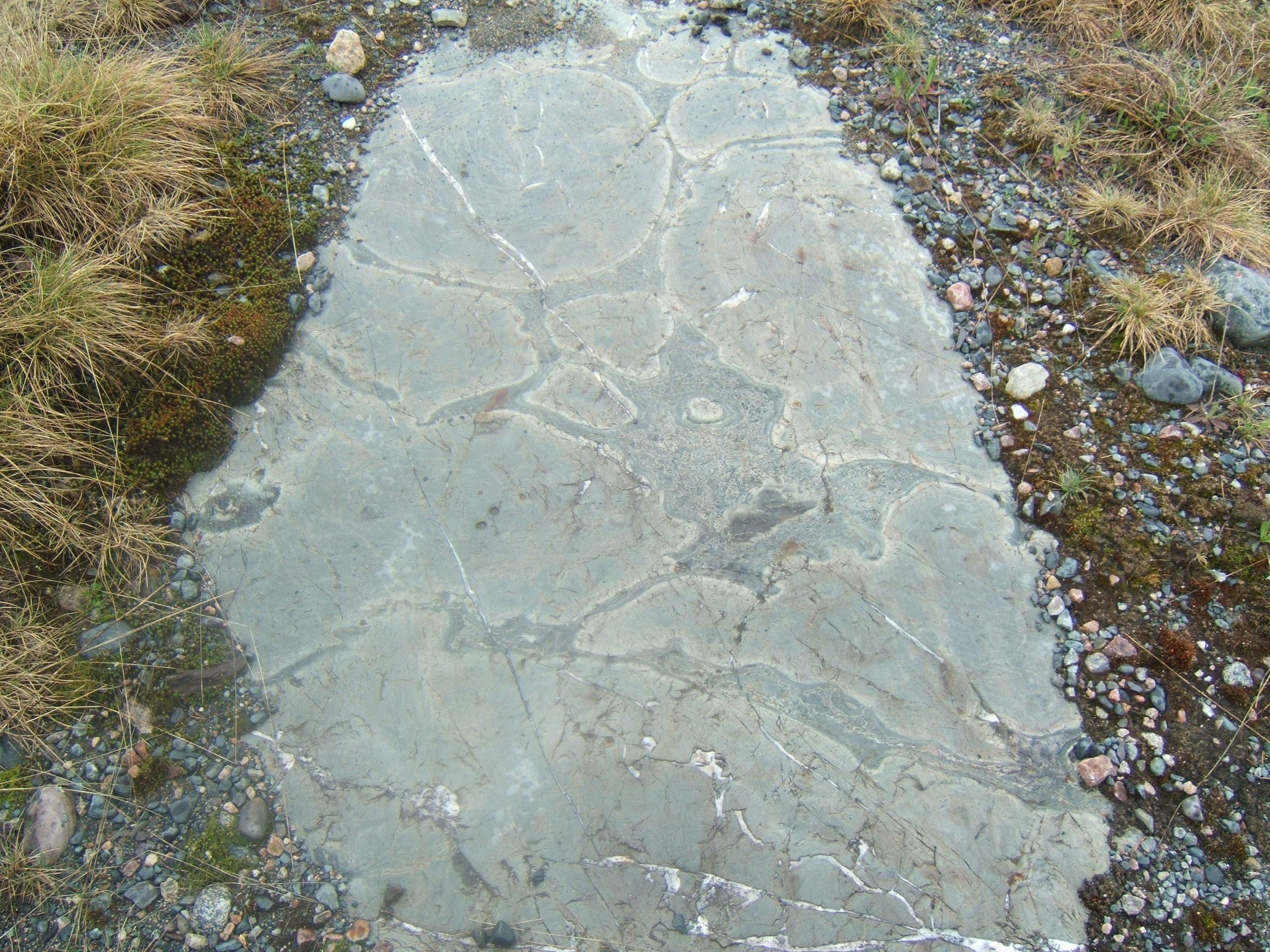
Pillow lavas montrant leur double structure.

Chaque coussin (ou oreiller, pillow) montre typiquement une structure double croûte à texture hyaline (refroidissement très rapide) se desquamant facilement à la manière d’écailles, avec fréquemment de petites vacuoles blanchâtres (à quartz, albite, calcite, chlorite), croûte souvent nommée alors cortex variolitique, et un cœur plus cristallisé (microlithique) affecté de cassures souvent rayonnantes. Entre les coussins, les espaces libres sont remplis de brèches craie fines vitreuses (hyaloclastites, débris pyroclastiques) et de sédiments.

## Distribution
On peut ainsi trouver des laves en coussins à la surface du sol, où elles sont apparues à la suite de mouvements tectoniques (obduction de portions de lithosphère océanique sur le continent). 
Des spécimens magnifiques sont visibles à Aci Castello (sur la côte est de la Sicile, au nord de Catane) au pied du château. Vieux de 300 à 200 000 ans, ils ont été portés à la surface par les mouvements de surrection de la côte. Au pied du rocher, surplombé par le château, s’étend une surface sub-horizontale. Elle comprend une zone plus plane en son sein et un bourrelet sur ses marges avant de plonger dans la mer. La croûte de hyaloclastites des laves en coussins a disparu. On peut observer les conduits d'alimentation, des boules et de nombreuses laves en coussins coupées en deux : le cœur, en étoile, est alors parfaitement visible.
Des plongeurs sous-marins ont pu filmer la formation de lave en coussins, à seulement quelques mètres de profondeur, sur les côtes de l'île d'Hawaii.
Les plus remarquables laves en coussins des Alpes sont sans doute celles du Chenaillet, un sommet du Briançonnais (Hautes-Alpes), sur la frontière franco-italienne, au sud-est du col de Montgenèvre.

## Galerie

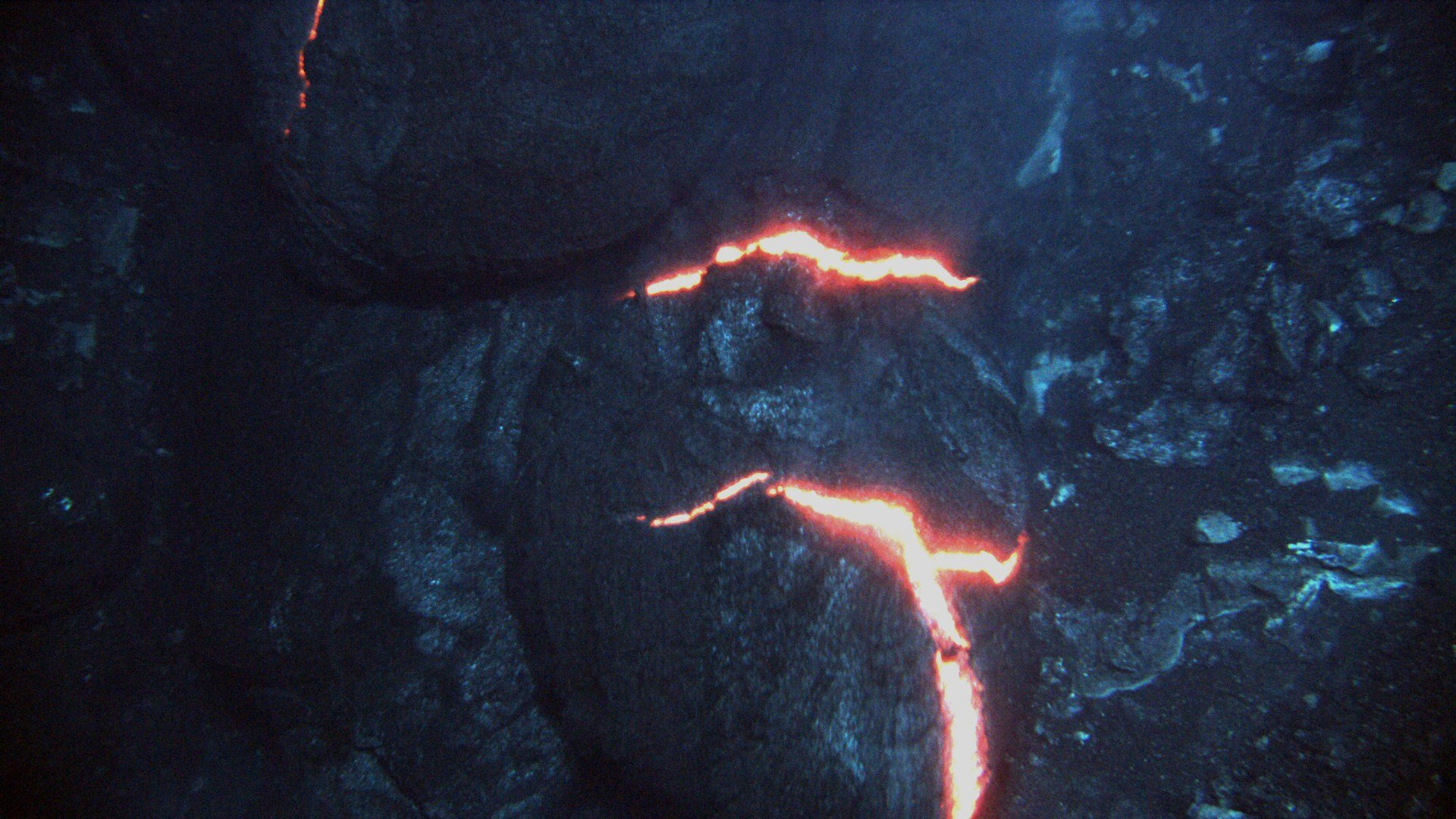
Formation de laves en coussin (archipel de Lau).
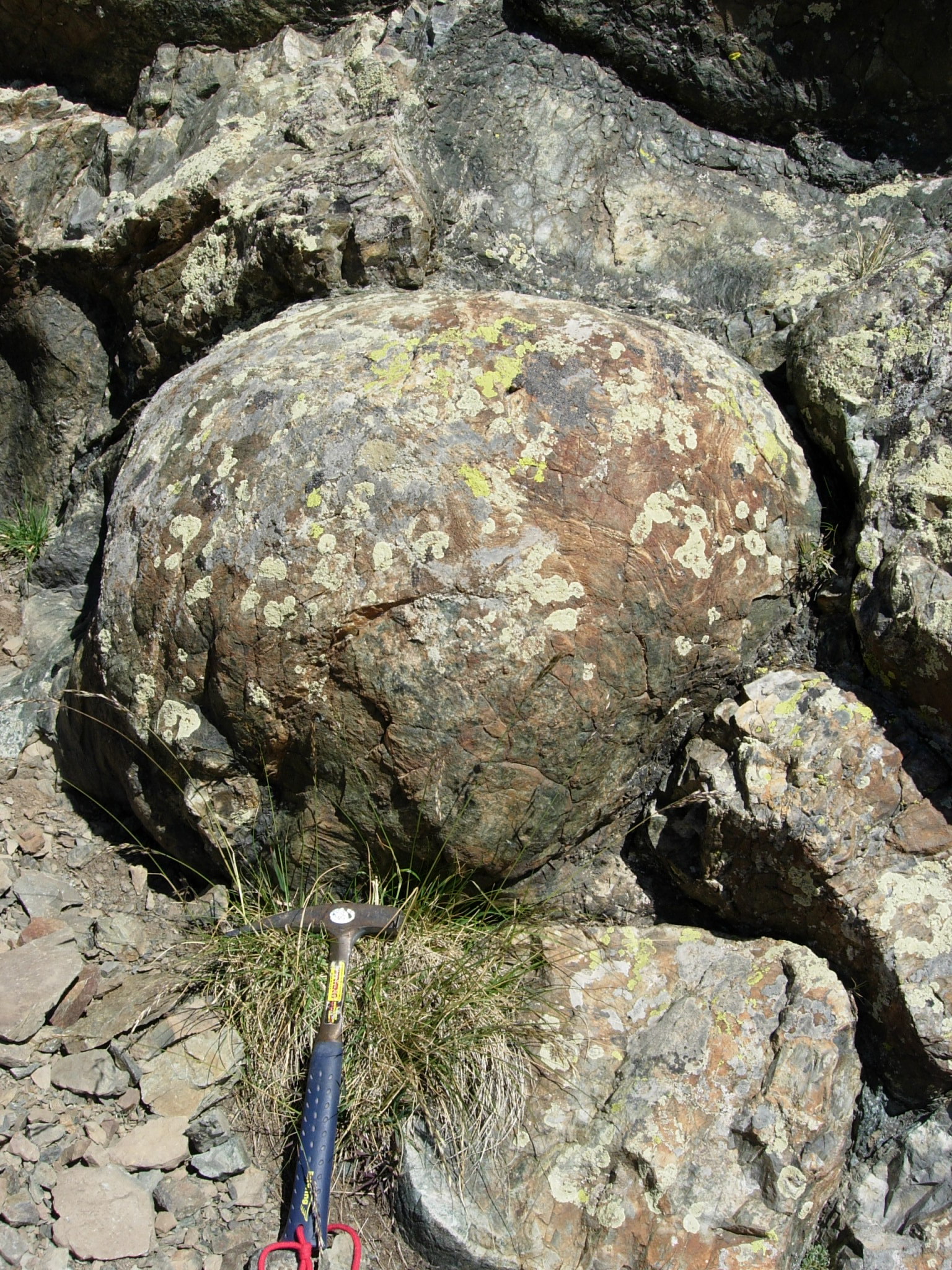
Affleurement de lave en coussins au Chenaillet (Hautes-Alpes).
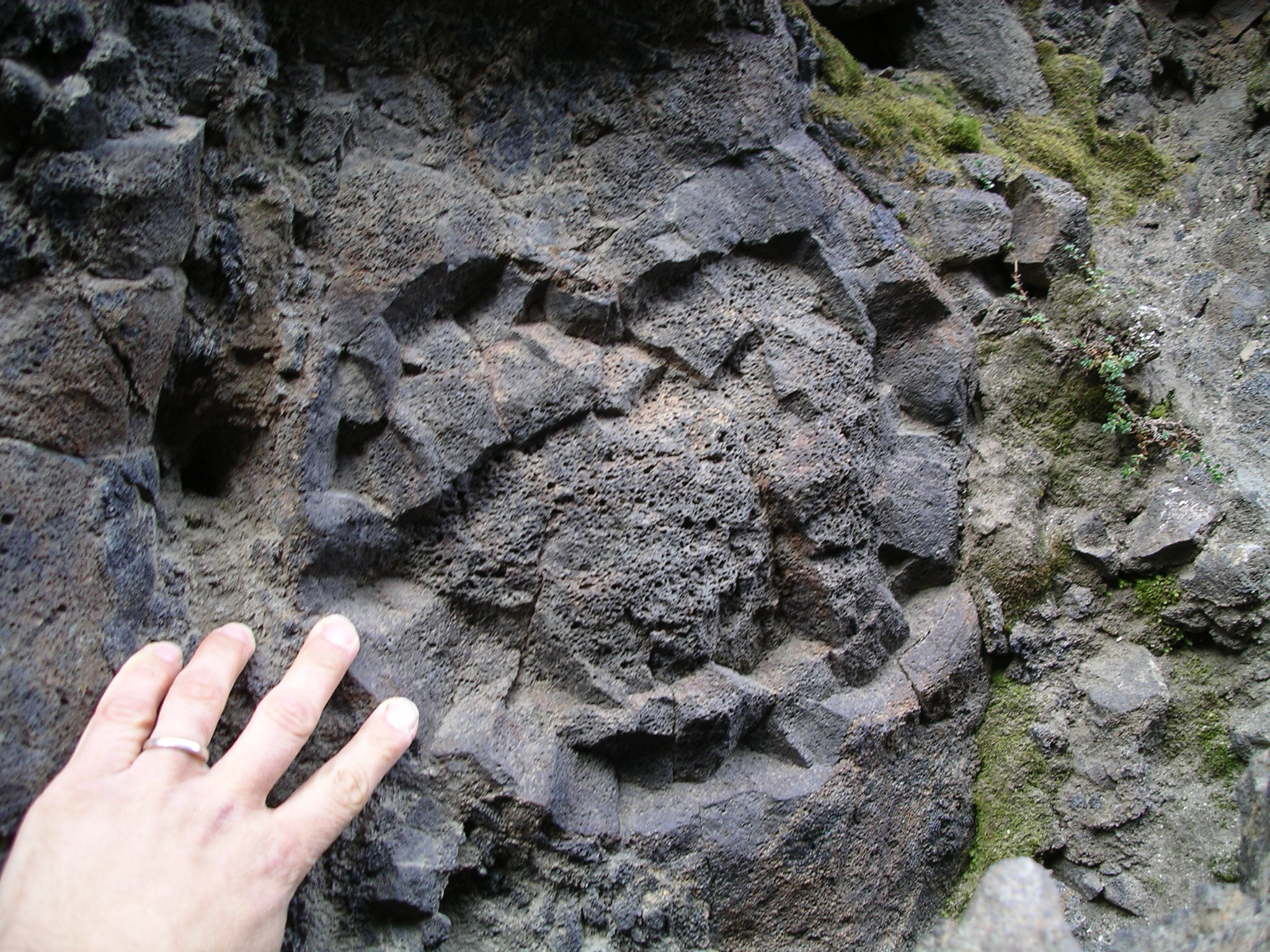
À Askja (Islande), la lave en coussins témoigne d'une éruption sous‑glaciaire.